# مگس پشمالوی ترسو
مگس پشمالوی ترسو (نام علمی: Mormotomyia hirsuta) نام یک تیره از راسته مگس است.